# 망포동
망포동(網浦洞)은 대한민국 경기도 수원시 영통구의 동이다. 영통구 최남단에 있는 동이다.

## 개요
행정동 망포동은 법정동인 망포동의 대부분을 관할한다. 2003년 2월 10일 매탄3동을 매탄3동, 태장동(台章洞)으로 분동하면서 생겨났다.
2017년 12월 26일 영통구 영통3동이 신설되면서, 태장동의 관할 구역이었던 영통구 신동 전체와 망포동의 덕영대로 이북 지역이 영통2동에 편입되었다. 2019년 4월 15일 행정동 태장동이 영통로와 태장로 일부를 기준으로 망포1, 2동으로 분동되어 현재에 이르고 있다.
박지성축구센터가 위치해 있으며, 2012년 12월 1일에는 영통2동과의 경계인 망포사거리에 분당선 연장 노선인 망포역이 개통되었다.

## 법정동
- 망포동

## 교육

### 수원시영통구사립대학교
- 아주대학교
- 경기대학교 수원캠퍼스
- 합동신학대학원대학교

## 주요 시설
- 태장마루도서관
- 박지성 축구센터

## 아파트
| 단지명                       | 건설사                | 시행사                      | 주소                        | 입주        | 비고 |
| ---------------------------- | --------------------- | --------------------------- | --------------------------- | ----------- | ---- |
| 방죽마을 뜨란채              | 진흥기업              | 대한주택공사                | 영통구 영통로200번길 156    | 2005년 9월  |      |
| 늘푸른벽산                   | 벽산건설              | 늘푸른주택㈜ 인희㈜         | 영통구 영통로90번길 4-27    | 2000년 11월 |      |
| 영통2차 e편한세상            | ㈜삼호 대림산업       | ㈜인피니개발산업            | 영통구 봉영로 1410-17 (1차) | 2016년 12월 |      |
| 영통2차 e편한세상            | ㈜삼호 대림산업       | ㈜인피니개발산업            | 영통구 봉영로 1432-36 (2차) | 2016년 12월 |      |
| 망포역 아이파크              | 현대산업개발          | 현대산업개발                | 영통구 영통로200번길 20     | 2002년 6월  |      |
| 망포2차 아이파크             | 현대산업개발          | 현대산업개발                | 영통구 태장로 45            | 2002년 10월 |      |
| 동수원자이 1차               | 엘지건설㈜            | ㈜삼호건설                  |                             |             |      |
| 동수원자이 2차               | 엘지건설㈜            | ㈜삼호건설                  |                             |             |      |
| 동수원자이 3차               | 엘지건설㈜            | ㈜삼호건설                  |                             |             |      |
| 영통자이                     | 지에스건설㈜          | 교보자산신탁㈜ ㈜제이케이엠 | 영통구 영통로89번길 83      | 2022년 8월  |      |
| 동수원 쌍용스윗닷홈 2차      | 쌍용건설              | 데코씨앤에스㈜              | 영통구 태장로54번길 122     | 2004년 11월 |      |
| 망포 쌍용에듀파크            | 쌍용건설              | ㈜두원씨엠이                | 영통구 태장로7번길 38       | 2004년 9월  |      |
| 망포역마을 쌍용              | 쌍용건설              | 남우건설㈜                  |                             | 2002년 4월  |      |
| 영통 푸르지오 트레센츠       | 대우건설              | 대우건설                    |                             | 2025년 3월  |      |
| 영통 푸르지오 파인베르       | 대우건설              | 대우건설                    |                             | 2025년 3월  |      |
| 영통 힐스테이트              | 현대건설              | ㈜하나자산신탁              | 영통구 덕영대로 1462-14     | 2017년 8월  |      |
| 영통 아이파크 캐슬 1단지     | 현대산업개발 롯데건설 | ㈜하나자산신탁 ㈜미드       | 영통구 덕영대로 1410        | 2019년 3월  |      |
| 영통 아이파크 캐슬 2단지     | 현대산업개발 롯데건설 | ㈜하나자산신탁 ㈜미드       | 영통구 덕영대로 1400        | 2019년 1월  |      |
| 영통 아이파크 캐슬 3단지     | 현대산업개발 롯데건설 | ㈜하나자산신탁 ㈜더시티     | 영통구 망포로84번길 10      | 2022년 12월 |      |
| 영통 롯데캐슬 엘클래스 1단지 | 롯데건설              | ㈜하나자산신탁              |                             | 2022년 12월 |      |
| 영통 롯데캐슬 엘클래스 2단지 | 롯데건설              | ㈜하나자산신탁              |                             | 2022년 12월 |      |